# ریالتو (کومونه)
ریالتو (به ایتالیایی: Rialto) یک کومونه در ایتالیا است که در استان ساونا واقع شده‌است.

## خصوصیات
ریالتو ۱۹٫۹ کیلومترمربع مساحت و ۵۷۰ نفر جمعیت دارد.